# Alexandr Shefer
Alexandr Shefer é um antigo ciclista e diretor desportivo  cazaque, nascido a 28 de agosto de 1971 em Alma-Ata. Como outros corredores das Repúblicas soviéticas se converteu em independente em 1991, começou a sua corrida profissional em equipas soviéticas. Esteve na seleeción soviética nos campeonatos do mundo de 1990. A sua corrida como ciclista profissional começou em 1993 e terminou ao final da temporada de 2003. Sempre esteve em equipas italianos. Converteu-se em 2006 em diretor desportivo da equipa Astana.

## Palmarés
- 1990
  - 1 etapa do Giro das Regiões
  - Regio-Tour

- 1992
  - 2 etapas da Settimana Ciclistica Lombarda

- 2001
  - Giro dos Apeninos
  - 1 etapa da Volta à Andaluzia

- 2002
  - Giro de Toscana
  - 1 etapa da Volta à Andaluzia

## Resultados nas grandes voltas
| Corrida            | 1993 | 1994 | 1995 | 1996 | 1997 | 1998 | 1999 | 2000  | 2001 | 2002 | 2003 |
| ------------------ | ---- | ---- | ---- | ---- | ---- | ---- | ---- | ----- | ---- | ---- | ---- |
| Giro d'Italia      | -    | -    | -    | 8.º  | -    | -    | 21.º | -     | 25.º | -    | -    |
| Tour de France     | -    | -    | -    | -    | -    | -    | -    | -     | -    | Ab.  | -    |
| Volta a Espanha    | -    | -    | -    | -    | -    | -    | 46.º | 101.º | 62.º | -    | -    |
| Mundial em Estrada | -    | -    | -    | Ab.  | -    | -    | Ab.  | -     | -    | -    | -    |